# 前四爭奪戰
前四爭奪戰（英語：4th place trophy）是一個足球術語，由於在歐洲四大頂級聯賽（現時是英超,西甲,意甲和德甲），排前四名的球隊可以獲得下季歐聯的參賽資格，因此各支前列球隊都會盡力爭奪前四名。最經典的前四爭奪者為阿仙奴，在經歷換新球場令財政緊縮下，阿仙奴在雲加的帶領下仍能連續十多年打入前四名，自1998/99球季起未曾間斷地獲得歐聯參賽資格。不過，由於阿仙奴經歷九年無冠以及被批評野心不足下，在不少球季都只能僅僅取得殿軍，因而被不少中國大陸媒體稱為爭四狂魔。

## 阿仙奴自1996/97球季起的英超成績
1996/97至2004/05球季，阿仙奴與曼聯兩雄爭霸，當時的阿仙奴仍在高貝利球場作賽。
| 球季    | 排名 | 積分 |
| ------- | ---- | ---- |
| 1996/97 | 季軍 | 68   |
| 1997/98 | 冠軍 | 78   |
| 1998/99 | 亞軍 | 78   |
| 1999/00 | 亞軍 | 73   |
| 2000/01 | 亞軍 | 70   |
| 2001/02 | 冠軍 | 87   |
| 2002/03 | 亞軍 | 78   |
| 2003/04 | 冠軍 | 90   |
| 2004/05 | 亞軍 | 83   |

自2005/06球季起，阿仙奴在聯賽戰績開始走下坡，05/06球季由於分心歐聯幾乎被熱刺搶走前四，而在07/08球季和13/14球季都在領先大半季下與冠軍失諸交臂。而在其餘的年份都是11/12和12/13球季都是驚險取得歐聯資格。阿仙奴因興建酋長球場而須負擔極龐大的債務，令球隊無力在轉會市場中大灑金錢。直至2013/14球季，阿仙奴官方宣布已還清興建球場的債務，開始增加投入收購球員。
| 球季    | 排名 | 積分 | 與前四 門檻差距 | 門檻球隊       |
| ------- | ---- | ---- | --------------- | -------------- |
| 2005/06 | 殿軍 | 67   | 2分             | 熱刺（65分）*  |
| 2006/07 | 殿軍 | 68   | 8分             | 熱刺（60分）   |
| 2007/08 | 季軍 | 83   | -               | -              |
| 2008/09 | 殿軍 | 72   | 9分             | 愛華頓（63分） |
| 2009/10 | 季軍 | 75   | -               | -              |
| 2010/11 | 殿軍 | 68   | 6分             | 熱刺（62分）   |
| 2011/12 | 季軍 | 70   | 1分             | 熱刺（69分）*  |
| 2012/13 | 殿軍 | 73   | 1分             | 熱刺（72分）*  |
| 2013/14 | 殿軍 | 79   | 7分             | 愛華頓（72分） |

注，*為激烈爭奪前四的球季